# Englische Benediktinerkongregation
Die Englische Benediktinerkongregation (lat.: Congregatio Anglica Ordinis Sancti Benedicti; engl.: English Benedictine Congregation, Abkürzung: EBC) ist ein Zusammenschluss autonomer römisch-katholischer Klöster von Benediktinermönchen und -nonnen. Sie gehört zu den ältesten Kongregationen der Benediktinischen Konföderation.

## Geschichte und Verwaltung
Die Kongregation versteht sich als Fortsetzung der 1216 vom Heiligen Stuhl errichteten Kongregation. Faktisch ging diese erste Kongregation mit der Auflösung der englischen Klöster in den Jahren 1535–40 unter. Die jetzige Englische Benediktinerkongregation wurde 1607–1633 von Rom wiederbelebt, als acht Engländer in kontinentaleuropäischen Klöstern zu Mönchen ausgebildet wurden und als Missionare nach England gesandt wurden.
Zu Beginn des 21. Jahrhunderts waren Klöster in Großbritannien, USA, Südamerika und Afrika Mitglied der Kongregation.
Alle vier Jahre wählt das Generalkapitel den Abtpräses aus den amtierenden Äbten. Er hat eine Reihe von Assistenten, die ihn bei der Amtsführung unterstützen. Er führt regelmäßig Visitationen durch, um die Erhaltung, Stärkung und Erneuerung des Ordenslebens zu sichern.
Der aktuelle Abtpräses ist Abt Christopher Jamison, der ehemalige Abt von Worth Abbey.

## Abteien und Klöster

### Ehemalige Klöster der Kongregation
| Kloster in Europa                                           | Ort                       | Zeitraum                                | Nachfolgekloster in England                              |
| ----------------------------------------------------------- | ------------------------- | --------------------------------------- | -------------------------------------------------------- |
| St. Gregory's Priory, Douai                                 | Douai, Niederlande        | 1607–1798                               | Downside Abbey                                           |
| Dieulouard Priory                                           | France                    | 1608–1798                               | Ampleforth Abbey                                         |
| St. Malo Priory                                             | St. Malo, Bretagne        | ungefähr 1610. - spätes 17. Jahrhundert | n/a                                                      |
| St. Edmund's Priory, Paris; later St. Edmund's Abbey, Douai | Paris                     | 1615–1798 (Paris); 1818–1903 (Douai)    | Douai Abbey, Woolhampton                                 |
| Cambrai Priory                                              | Cambrai, Flandern         | 1625–1794                               | Stanbrook Abbey                                          |
| Our Lady of Good Hope Priory, Paris                         | Paris                     | 1651–1794                               | Colwich Abbey                                            |
| Lamspringe Abbey                                            | Lamspringe, Niedersachsen | 1643–1803                               | Broadway Priory, 1826–34; Fort Augustus Abbey, 1886–1998 |

### Aktuelle Klöster der Kongregation

#### Vereinigtes Königreich
- Ampleforth Abbey, gegründet 1608 bei Dieulouard
- Belmont Abbey, gegründet 1859
- Buckfast Abbey, gegründet 1882
- Colwich Abbey (Nonnen), gegründet 1651 in Paris
- Curzon Park Abbey (Nonnen), gegründet 1868
- Douai Abbey, gegründet 1615 in Paris
- Downside Abbey, gegründet 1607 in Douai
- Ealing Abbey, gegründet 1897
- Stanbrook Abbey (Nonnen) gegründet 1625 in Cambrai
- Worth Abbey, gegründet 1933

#### Vereinigte Staaten
- Portsmouth Abbey, gegründet 1918
- Saint Louis Abbey, gegründet 1955
- Saint Anselm's Abbey, gegründet 1923

#### Simbabwe
- Monastery of Christ the Word, gegründet 1996

#### Peru
- Priory of the Incarnation, gegründet 1981 in Tambogrande, ab 2006 in Pachacámac, im Mai 2018 in die Räumlichkeiten eines Zisterzienserinnen-Klosters in Lurín umgezogen